# أحمد تقي الدين
أحمد عبد الغفار تقي الدين (1888 - 29 مارس 1935) شاعر وقاضي لبناني. ولد في بعقلين، ودرس في المدرسة الداودية في عبيه ثم مدرسة الحكمة في بيروت. درس الشريعة على كبار العلماء ثم عُيِّن قاضيا سنة 1915، وشغل منصب القضاء في محاكم عدة وظل بسلك القضاء حتى آخر حياته. وكان مرجعاً في القضايا المذهبية لطائفة الدرزية. وصف بشاعراً «عبقرياً حكيماً، يعالج علل الأمة، بفكر ثابت ورأي سديد ومدارك واسعة». مُنح وسام الاستحقاق اللبناني بعد رحيله، ورفع رسمه في دار الكتب الوطنية (1974) إحياء لذكراه، ورصد ريع ديوانه لإنشاء نادٍ باسمه في مسقط رأسه.

## سيرته
ولد أحمد بن عبد الغفار بن حسين بن أحمد الكبير تقي الدين سنة 1888 في بعقلين في قضاء الشوف وتلقى علومه في الداودية في عبيه ثم في الحكمة في بيروت، ونال جائزتها في الشعر، ثم درس الشرع على كبار علمائها، وزاول المحاماة مدّة قصيرة، ثم عُيِّن قاضيا سنة 1915، وشغل منصب القضاء في محاكم: بعبدا، وعاليه، وبعقلين، والمتن، وكسروان وبيروت وكان مرجعاً لأبناء طائفته في القضايا المذهبية.

## وفاته
توفي في 29 آذار 1935 ولم يتجاوز السابعة والأربعين من عمره، وأقامت جامعة خريجي مدرسة الحكمة في بيروت في 19 نيسان 1935 حفلة تأبينية تكريماً لذكراه، ومنحته الحكومة اللبنانية وسام الاستحقاق اللبناني، وأرخ وفاته الأمير أمين آل ناصر الدين بأبياتاً آخره «قُف عند تربته وبالتاريخ قُل/حيّا ضریحَك صَيِّبٌ يا أحمد. (1353 هـ)» 

## حياته الشخصية
اشتهر القاضي أحمد تقي الدين بـ«العفة والنزاهة والعدل، وكان مفخرة من مفاخر القضاء، سلك مسلك جده وسميه الشيخ أحمد الكبير، كما سلك ولداه الشيخ حليم والشيخ عادل مسلكهما.» 

## آثاره
له ديوان شعر جمعه ابنه الشيخ حليم وطبع سنة 1967 ثم أعاد طبعه ثانية الشيخ حليم والشيخ جميل سنة 1982 وله مؤلفات حقوقية هي:
- نبذة في رسوم التمغة، 1927
- شرح قانون المختارين ومجالس شيوخ القری، 1928.
- النبذة الثانية في التمغة، 1931.
- قاموس التمغة، 1933.

وله كتابات شتی أخصها البحوث الحقوقية وقد نشرت في عدد من الصحف.

## وصلات خارجية
- بعض مقالاته في sakhrit[وصلة مكسورة]